# 1985 Hopmann
1985 Hopmann è un asteroide della fascia principale del diametro medio di circa 35,51 km. Scoperto nel 1929, presenta un'orbita caratterizzata da un semiasse maggiore pari a 3,1214345 UA e da un'eccentricità di 0,1539868, inclinata di 17,15872° rispetto all'eclittica.
L'asteroide è dedicato all'astronomo austriaco Josef Hopmann.